# أمراض دواعم السن
هو علم أو دراسة أمراض دَوَاعم السِّنّ. يمكن أن تؤثر أمراض دَوَاعم السِّنّ على واحدة أو أكثر من هياكل/أنسجة دَوَاعم السِّنّ (مثل: العظم السنخي، رباط دَوَاعم السِّنّ، المِلاَط، اللِثًة). بينما يوجد العديد من أمراض دَوَاعم السِّنّ المختلفة التي يمكن أن تؤثر على هذه الهياكل/الأنسجة الداعمة للسِّنّ، إلى حد بعيد أكثرها شيوعاً حالات الالتهابات التي تسببها اللُوَيَحة (البلاك)/plaque, مثل التهاب اللثة، التهاب دَوَاعم السِّنّ. غالباً يُستخدم مصطلح أمراض دَوَاعم السِّنّ (periodontal disease) وأمراض اللثة (gum disease) كمرادف لالتهاب دَوَاعم السِّنّ (periodontitis), خاصة التهاب أمراض دَوَاعم السِّنّ المزمن. أمراض دواعم السن تتراوح من مرحلة خفيفة، تُعرف بالتهاب اللثة، إلى مرحلة شديدة، تُعرف بالتهاب دواعم السن.
في بعض المواقع أو الأفراد، لا يتقدم التهاب اللثة إلى التهاب دَوَاعم السِّنّ، وتشير البيانات إلى أن التهاب دَوَاعم السِّنّ دائماً يسبقه التهاب اللثة.

## التشخيص
في عام 1976, قدّم بيج وشرودر تحليلاً جديداً مبتكراً لأمراض دَوَاعم السِّنّ يعتمد على علم الأمراض النسيجية والخصائص التركيبية للأنسجة اللثوية المَرَضِية. على الرغم من أن هذا التصنيف الجديد لا يترابط مع العلامات والأعراض السريرية، ومن المسلم به أنه «اعتباطي إلى حد ما», إلا إنه يسمح بتركيز الاهتمام على الجوانب المَرَضِية التي لم تُفهم جيداً إلى الآن. هذا التصنيف الجديد يقسم البلاك (اللُوَيَحة) الناجمة عن آفات دَوَاعم السِّنّ إلى أربع مراحل:
1. الآفة الأولية.
2. الآفة المبكرة.
3. الآفة المثبتة.
4. الآفة المتقدمة.

### الآفة الأولية
على خلاف معظم مناطق الجسم، التجويف الفموي مليء بشكل دائم بالكائنات الحية الدقيقة المسببة للأمراض، بسبب وجود تحدٍ ثابت للغشاء المخاطي لبنية هذه الكائنات الحية الدقيقة ومنتجاتها الضارة، في الواقع من الصعب تمييز الحدود بين الصحة ونشاط المرض في الأنسجة الداعمة للأسنان. يحتوي التجويف الفموي على أكثر من 500 كائن حي دقيق مختلف. فمن الصعب جداً أن نميز بالضبط أي الممرض المتعلق بالدَوَاعم السِّنّية والذي يسبب انهيار الأنسجة والعظام. على هذا النحو، يعتبر أن الآفة الأولية تعكس «مستويات النشاط المتقدمة لآليات استجابة المضيف التي تكون فاعلة ضمن الأنسجة اللثوية».
تتميز اللثة الصحية بأعداد صغيرة من كريات الدم البيضاء المهاجرة باتجاه التلم اللثوي وتستقر في الظِّهارة الوصلية (الموصِلة). الخلايا اللمفاوية المتفرقة، وخلايا البلازما على وجه الخصوص، قد تكون موجودة بعد الخروج مباشرة من الأوعية الدموية الصغيرة العميقة ضمن النسيج الضام الكامن من الأنسجة اللينة بين الأسنان. على الرغم من ذلك لا يوجد أنسجة متضررة، وإن وجود مثل هذه الخلايا لا يعد إشارة على أن هناك تغير مَرَضي. وعند النظر في اللثة تبدو وكأنها سكين ولونها وردي فاتح جداً أو وردي مرجاني.
على العكس، تظهر الآفة الأولية زيادة نفاذية الشعيرات الدموية مع «أعداد كبيرة جداً» من العَدِلات المهاجرة من الضَفيرَة اللثوية المتوسعة إلى الظِهارة الوصلية (الموصِلة) والنسيج الضام الكامن (مع ذلك تبقى ضمن حدود التلم) وقد تظهر أيضاً الخلايا اللمفاوية والبالعات الكبيرة (البلاعم). يحدث فَقِد للكولاجين المحيط بالأوعية الدموية؛ ويعتقد أن هذا بسبب الإنزيمات الهادمة التي تُطلقها الكريات البيض المُتسَربة، بحيث يذوب الكولاجين وغيرها من ألياف النسيج الضام المحيطة بالأوعية الدموية في المنطقة. عندما يحدث هذا ستظهر اللثة باللون الأحمر الساطع إما بصلية الشكل أو مستديرة، وتتجمع جميع السوائل الزائدة في المنطقة المصابة.
• تظهر الآفة الأولية خلال 2-4 أيام من تَعَرُّض النسيج اللثوي لتجمع البلاك (اللُوَيَحة). عند عدم حدوثها خلال التجريب السريري، قد لا تظهر الآفة الأولية على الإطلاق، وبدلاً من ذلك، تظهر رشيحة قابلة للكشف، موضحة بالأسفل، مشابهة لتلك الآفة المبكرة.

### الآفة المبكرة
في حين أن الآفة المبكرة ليست متميزة كلياً عن الآفة الأولية، تُقال لتشمل التغيرات الالتهابية التي تحدث من اليوم الرابع حتى اليوم السابع بعد أن بدأ تراكم البلاك. وتتميز بارتشاح الكريات البيض الناضجة التي لها خصائص الخلايا اللمفاوية خصيصاً. الأرومات المَناعِيَّة شائعة للغاية في منطقة الارتشاح، في حين أن خلايا البلازما، إن وجدت، هي فقط على حواف المنطقة. يمكن أن تشغل الآفة المبكرة ما يصل إلى 15% من النسيج الضام من اللثة الهامشية وتصل إلى 60- 70% من الكولاجين أن يكون مذاباً.
تظهر الأرومات الليفية (الخلايا الليفية) مُتغيرة، تعْرض نوى إلكترون- لوسنت (شفيف للأشعة), الميتوكوندريا مُنتفخة، تَشْكل الفجوات للشبكة الاندوبلازمية الخشنة وتمزق أغشية الخلايا الخاصة بهم، والتي تظهر ما يصل إلى ثلاثة أضعاف حجم الخلايا الليفية الطبيعية وتوجد بالاشتراك مع خلايا لمفاوية متوسطة الحجم.
تعْرض الآفة المبكرة التهاب نَضْحِيّ حاد؛ إن المكونات النَضْحِيّة والخلايا اللمفاوية الفَلْعِيَّة تصل إلى أقصى مستوياتها بين الأيام من 6-12 بعد تراكم البلاك وبدء التهاب اللثة<"ref name="Lindhe" /> مع كمية من السائل الفَلْعِيّ الذي يكون متناسب مع حجم موقع التفاعل ضمن النسيج الضام الكامن. يمكن أن تصبح الظِهارة الوصلية مُخترقة بما يكفي من الكريات البيض والتي تشبه خُراجّ مِكْرَوِيّ.

### الآفة المثبتة
السمة المميزة للأفة المثبتة هو الوجود الهائل لخلايا البلازما مقارنة بالمراحل السابقة. تبدأ من 2-3 أسابيع بعد تشكل البلاك (اللُوَيَحة) لأول مرة، تنتشر الآفة المثبتة في كل من الإنسان والحيوان. ويمكن رؤيتها بشكل شائع عند وضع شريط تقويم الأسنان على الأضراس.
تتميز الآفة المثبتة بتفاعل التهابي محصور في المنطقة القريبة من قاعدة التلم اللثوي، ولكن على عكس المراحل السابقة، بحيث تتواجد الخلايا البلازمية متجمعة حول الأوعية الدموية وبين ألياف الكولاجين خارج المنطقة الفعلية لموقع التفاعل. في حين أن معظم خلايا البلازما تنتج كريين مناعي ج، عدد كبير منها ينتج غلوبيولين مناعي A (ونادراً، البعض ينتج IgM). إن وجود المُعَقَّدَ الضِّدِّيُّ المُسْتَضِدِّيُّ والمعقدات المُتَمِّمَة واضح في جميع أنحاء الأنسجة الظهارية والضامة.
في الآفة المثبتة يبدأ تكاثر الظِهارة والهجرة للقمة. في الحالة الصحية، تشكل الظِهارة الوصلية معظم الارتباط التاجي لأنسجة اللثة مع السن عند أو بالقرب من التقاطع المِلاَطِيُّ المينائِيّ. في الآفة المثبتة لأمراض دَوَاعم السِّنّ، تقريباً يتم تدمير النسيج الضام الممتد أسفل الظِهارة الوصلية، الفشل في الدعم المناسب للظِهارة ودعمها ضد سطح السِّنّ. ورداً على ذلك، تتكاثر الظِهارة الوصلية وتنمو في المساحات الشاغرة الكامنة، وبفعل ذلك يتسبب انتقال مستوى ارتباطه من مرتكزه نحو القمة، وكشف المزيد من بنية الأسنان فوق اللثة (فوق مستوى خط اللثة) أكثر مما هو معتاد عليه في الحالة الصحية.
العديد من الآفات المثبتة تستمر كآفة متقدمة (في الأسفل), بينما المعظم يبقى كآفة مثبتة لعقود أو لأجل غير مسمى؛ الآليَّات وراء هذه الظاهرة ليست مفهومة جيداً.

### الآفة المتقدمة
يمكن وصف العديد من ميزات الآفة المتقدمة سريرياً بدلاً من أن توصف نسيجياً:<"ref name="Riggs" />
- تشكل جيوب دَوَاعم السِّنّ.
- تقرح وتقيح اللثة.
- تدمير العظم السنخي ورباط اللثة.
- تحرك وانزياح السِّنّ والخسارة النهائية.

يبدأ فقدان العظم في الآفة المتقدمة، لذلك هي تتوازى مع التهاب دَوَاعم السِّنّ، بينما تصنف على أنها التهاب لثة في أول ثلاث آفات مع مستويات متزايدة في الشدة.

## العلاج
يبدأ علاج أمراض دَوَاعم السِّنّ بإزالة القَلَح تحت اللثوي (الجير/ التكلس) ورواسب البيوفيلم. يسمى إجراء اختصاصي حفظ صحة الأسنان تَقْليح وسَحْل الجذر وهو الطريقة الأولى المشتركة في معالجة مشاكل دَوَاعم السِّنّ والتي تسعى لإزالة القَلَح بواسطة كشطه ميكانيكياً من أسطح السِّنّ.
قَلَح الأسنان، والمعروف باسم الجير (التكلس), يتكون بشكل كامل تقريباً من ملح فوسفات الكالسيوم، المشتق الأيوني من فوسفات الكالسيوم (المكون الأساسي للأسنان والعظام). تعد رواسب قَلَح الأسنان مأوى للبكتيريا الضارة. سريرياً، يظهر القَلَح ملتصقاً بالسِّنّ ويكون متصلباً لدرجة تتطلب الكشط الميكانيكي لإزالته.
البكتيريا المسؤولة عن أكثر أمراض دَوَاعم السِّنّ هي بكتيريا لاهوائية، وبثّ الأوكسجين يقلل تجمعاتها. التنظيف الشامل بالفرشاة مع بيروكسيد الهيدروجين المخفف، مع التركيز على خط اللثة، وخيط التنظيف، يساعد في منع تشكل البيوفيلم الضار، والتهاب اللثة والجير (التكلس). يمكن توفير إعطاء العلاج الميكانيكي من بيروكسيد الهيدروجين لجيوب تحت اللثة بواسطة حِلاَل مائي (معول مائي). الجرح «الالتئام بعد الجراحة اللثوية تم تعزيزه بسبب الآثار المضادة للميكروبات من بيروكسيد الهيدروجين الموجه بشكل موضعي». بالنسبة لمعظم الحالات، شوهدت آثار مفيدة لمستويات بيروكسيد الهيدروجين ما فوق 1% مع اقتراح تراكيز تتراوح بين 1%- 3%, وتحتوي المستحضرات التجارية على 1.5% من بيروكسيد الهيدروجين.
يوجد عوامل إنزيمية في المستحضرات التجارية يمكن أن تُضعِف وتُذَوِب وتمنع تشكل البيوفيلم. تشمل العوامل المفيدة الليزوزيم، لاكتوبيروزيداز، أوكسيداز الغلوكوز، ميوتاز، دكستراناز.
هناك طريقة أخرى لعلاج أمراض دَوَاعم السِّنّ تشمل استخدام المضادات الحيوية وperiostat(دوكسي سيكلين) عن طريق الفم. وقد ثبت سريرياً أن periostat تقلل من فقدان العظام السنخية وتحسن ظروف أمراض دَوَاعم السِّنّ بأقل قدر من الآثار الجانبية. ومع ذلك، فإن periostat لا تقتل البكتيريا، هي فقط تمنع استجابة المضيف لتدمير الأنسجة.
بروتوكول LANAP هو العلاج القائم على الجراحة بالليزر لأمراض اللثة والذي ثبت سريرياً أنه يعمل على قتل البكتريا التي تسبب أمراض دَوَاعم السِّنّ وكذلك إعادة نمو العظام والأنسجة الأخرى التي فقدت بسبب أمراض اللثة. تمت الموافقة على إجراء براءة اختراع من قِبل إدارة الدواء والغذاء الأمريكية. يتم التنفيذ فقط باستخدام PerioLase MVP-7, تشغيل حر متغير النبض: YAG ليزر الأسنان.

## التنبؤ/ توقعات سير المرض
البلاك، يعرف أيضاً بالبيوفيلم، عند فحصها تحت المجهر، تكون مصنوعة (مؤلفة) من البكتيريا، الكريات البيض، البروتوزوا (المتحولة اللثوية والمُشَعَّرَة اللاطِئَة) والفطريات في بعض الأحيان. هناك العديد من الأنواع المختلفة من الميكروبات المتضمنة في البيوفيلم للذين يعانون من أمراض دَوَاعم السِّنّ. اثنين من البكتيريا الرئيسية متورطة هي "porphiromonas gingivalis" و" Aggregatibacter actinomycetemcomitans". A.actinomycetemcomitans مرتبط بالمقاومة المكتسبة للعلاجات الطبيعية ضد أمراض دَوَاعم السِّنّ. يمكن أن تنتج P.gingivalis إنزيمات ضارة والتي تعطل جهاز المناعة المضيف وتؤدي إلى تدمير ضخم للأنسجة. وبما أن الميكروب هو كائن حي، فإنه يحافظ على بعض الخصائص المشابهة للإنسان من أجل البقاء على قيد الحياة. porphyromonas لديها دورة حياة، ولديها جهاز هضمي وهي تتكاثر. البكتيريا يجب أن تأكل لتبقى على قيد الحياة؛ ولديها القدرة على التخلص من الفضلات والاستمرار بالتكاثر أيضاً. بطبيعة الحال البكتيريا موجودة دائماً في التجويف الفموي. ومع ذلك، عندما لا يتم إزالة البلاك بشكل يومي، تبدأ المتاعب.
تسبب البكتيريا الموجودة حول الأسنان إتلاف الأسنان والروائح الكريهة عند الأشخاص الذين يعانون من أمراض اللثة، وتحديداً المركبات التي تحتوي على الكبريت. تعتبر العظام المكون الأساسي والبنية الداعمة للأسنان. في البداية تستعمر البكتيريا الفراغات بين الأسنان وتطلق أو تعرض مركبات تستجيب لها استجابة المناعة في الجسم على شكل الالتهاب، مما يؤدي إلى فقدان العظام. كلما تتكاثر البكتريا، تزداد الاستجابة المناعية وتصبح الأسنان في نهاية المطاف ضعيفة ولينة وإما أن تسقط من تلقاء نفسها أو تستخرج من قِبل طبيب الأسنان. هذه العملية طويلة ولا تحدث بين ليلة وضحاها.
فمن المستحسن وقاية الأسنان وفحص الفم بشكل كامل كل ستة أشهر، ومنع تراكم البلاك على الأسنان. إذا تم ترك البلاك أو البكتيريا لفترة طويلة من الزمن يموت في نهاية المطاف. يتكلس البلاك الميت ويتصلب ومن ثم يشار إليه على أنه جير (التكلس), أو قَلَح. عندما يتراكم القَلَح حول الأسنان وبينها وباللثة فإنه يسبب انحسار اللثة بعيداً عن الأسنان. عندما تسحب اللثة بعيداً عن الأسنان، يتم إنشاء جيب والذي يسمح بتراكم الطعام والحطام، وإيواء المزيد من البكتيريا. وهذا يسمح للبكتريا بالدخول إلى مجرى الدم أيضاً. وقد أظهرت الدراسات أن أمراض القلب تحدث أكثر بمرتين تقريباً عند الأشخاص الذين يعانون من أمراض اللثة. على الرغم من أن وجود علاقة سببية بين أمراض اللثة وأمراض القلب لم تظهر بشكل كافٍ في هذه الدراسات. في عام 2012 أطلقت جمعية القلب الأمريكية بياناً علمياً والذي يقوم على استعراض أحدث أبحاث أمراض دَوَاعم السِّنّ المتعلقة بأمراض القلب والأوعية الدموية، والتي اختتمت أنه بينما هناك علاقة بين أمراض دَوَاعم السِّنّ وأمراض القلب بعيداً عن بعض المتغيرات المُرْبِكة (مثل: تدخين السجائر), يجب إجراء المزيد من البحث لتقديم أدلة كافية تثبت وجود علاقة سببية بين أمراض دَوَاعم السِّنّ وأمراض القلب والأوعية الدموية مع وجود تبرير أفضل لمتغيرات مُرْبِكة أخرى (مثل: الحالة الاجتماعية والاقتصادية). ووجدت الدراسات أيضاً أن السلالة الأكثر شيوعاً من البكتيريا الموجودة في لُوَيَحة (البلاك) الأسنان قد تسبب جلطات الدم (تخثر الدم). وعندما تتسرب التكتلات الدموية إلى مجرى الدم، يوجد ارتباط بزيادة خطر الإصابة بالأزمات القلبية، وغيرها من الأمراض.

## التاريخ
بدأ التحقيق في أسباب وخصائص أمراض دَوَاعم السِّنّ في القرن الثامن عشر (18) مع الملاحظة السريرية التامة، وبقي هذا الشكل الأساسي للتحقيق في القرن التاسع عشر (19). وخلال هذا الوقت تم إنشاء علامات وأعراض أمراض دَوَاعم السِّنّ بحزم:
1. بدلاً من منشأ مرضي واحد، أمراض دَوَاعم السِّنّ هي عبارة عن مزيج من عمليات مرضية متعددة تشترك في مظهر سريري مشترك.
2. علم الأسباب المَرَضية (السبب) يشمل كلاً من العوامل المحلية والنظامية.
3. يتكون المرض من التهاب مزمن مرتبط بفقدان العظم السنخي.
4. تشمل ميزات المرض المتقدم القيح والإفرازات.
5. تشمل الجوانب الأساسية للعلاج الناجح لأمراض دَوَاعم السِّنّ التنظير الأولي والحفاظ على النظافة اللازمة للفم.

سمح ظهور المجهر بإجراء دراسات لاحقة في مطلع القرن التاسع عشر (19) ببيان الهياكل والميزات النسيجية لآفات دَوَاعم السِّنّ ولكنها كانت محدودة في المراحل المتقدمة من المرض. وبعد ذلك تم إنشاء علاقة كبيرة مع البروتوزوا المتحولة اللثوية والمُشَعَّرَة اللاطِئَة. في عام 1960 حدث تقدم في المجهر، مثل التقدم في علم أمراض الأنسجة وفي علم التجسيم، سمح للباحثين بالتركيز على المراحل الأولى للعمليات الالتهابية خلال ابتكار أمراض دَوَاعم السِّنّ مسببة تجريبياً في نماذج لكلا الإنسان والحيوان مما سمح للبحث أن يكون مُفصلاً بالتطور الزمني للأمراض الذي يكون الجير (البلاك) مسبباً مرض دَوَاعم السِّنّ.
تاريخياً، تم تقسيم أمراض دَوَاعم السِّنّ المزمنة التي يسببها الجير (البلاك) إلى ثلاث فئات:
1. التهاب الدواعم السنية قبيل السَّريريّ.
2. التهاب الدواعم السنية السَّريري.
3. انهيار دواعم السن.